# جک رین
جک رین یک خودروی شاسی‌بلند کامپکت اسپرت (اس‌یووی) است که توسط جک از سال ۲۰۰۷ تولید می‌شود.

## بررسی اجمالی
جک رین در ابتدا با نام جک عقاب عرضه شد. نام جدید رین در زبان چینی روئیینگ به معنای «عقاب خوش شانس» است که جک روئیینگ به انگلیسی به «رین» ترجمه شده‌است، اما در برخی از بازارهای خارجی از نام «رین» نیز استفاده می‌کنند. نام جک رین بعداً برای نشان دادن مجدد یک سری کراس‌اوور از سری محصولات جک برای برخی از بازارهای خارجی استفاده شد.
جک رین بر اساس نسل اول هیوندای سانتافه به دلیل سرمایه‌گذاری مشترک بین هیوندای و جک موتورز تحت لیسانس نسل قبلی ساخته شده‌است و چراغ‌های عقب شبیه به چراغ‌های لکسوس آرایکس هستند. جک رین در سال ۲۰۰۷ با قیمت ۷۹٫۸۰۰ یوان عرضه شد.
جک رین از یک موتور ۲٫۰ لیتری توربو ۱۷۸ اسب بخار در ۵۴۰۰ دور در دقیقه و ۲۳۵ نیوتن‌متر در ۴۵۰۰ دور در دقیقه استفاده می‌کند. جک رین با دو موتور عرضه شدند که عبارتند از یک موتور قدیمی ۲٫۴ لیتری، موتور ۲٫۰ لیتری بنزینی و یک موتور ۱٫۹ لیتری توربو دیزل.
- نمای جلو
- نمای بغل
- نمای عقب